# Radslavice (district de Přerov)
Pour les articles homonymes, voir Radslavice.
Radslavice (en allemand : Radslawitz) est une commune du district de Přerov, dans la région d'Olomouc, en République tchèque. Sa population s'élevait à 1 140 habitants en 2020.

## Géographie
Radslavice se trouve à 5,5 km au nord-est de Přerov, à 23 km à l'est-sud-est d'Olomouc et à 232 km à l'est-sud-est de Prague.
La commune est limitée par Osek nad Bečvou au nord, par Sušice et Pavlovice u Přerova à l'est, par Tučín au sud, et par Přerov, Grymov et Prosenice à l'ouest.

## Histoire
La première mention écrite de la localité date de 1375.

## Transports
Par la route, Radslavice se trouve à 6,6 km de Přerov, à 43 km de Zlín, à 31,5 km d'Olomouc et à 292 km de Prague.